# Dystrykt Sukkur
Dystrykt Sukkur (sindhi: ضلعو سکر) – dystrykt w południowym Pakistanie w prowincji Sindh. W 1998 roku liczył 908 373 mieszkańców (z czego 53,19% stanowili mężczyźni) i obejmował 138 553 gospodarstw domowych. Siedzibą administracyjną dystryktu jest Sukkur.